# Christoph Wilhelm Seidel
Christoph Wilhelm Seidel (ur. ok. 1710, zm. 1761/1762) – niemiecki malarz, konwertyta, czynny we Wrocławiu.

## Edukacja i twórczość
Wychowanie i nauki otrzymał we wrocławskim orphanotropheum, przy katedrze św. Jana. od 1728 roku był uczniem G Dreschera. Za sprawą biskupa Franza Ludwiga von Pfalz-Neuburga, od 1732 roku rozpoczął studia w Akademii Wiedeńskiej. Za swoje prace, na tamtejszych konkursach, otrzymał pierwsze wyróżnienia: za obraz Abraham i Izaak otrzymał srebrny medal (1735), za obraz Izaak błogosławiący Jakuba, medal złoty (1736). Po zakończeniu studiów powrócił do Wrocławia, gdzie malował głównie portrety wrocławskich duchownych, patrycjuszy i szlachty czeskiej (głównie znanych z grafik innych artystów). Malował również obrazy do wrocławskich kościołów i klasztorów.